# Pomnik Karola Świerczewskiego Waltera w Jabłonkach
Pomnik Generała Karola Świerczewskiego Waltera – modernistyczny pomnik upamiętniający Karola Świerczewskiego Waltera, który znajdował się w Jabłonkach, w miejscu gdzie generał został śmiertelnie ranny 28 marca 1947 roku. Pomnik stał na placu Wolności w otoczeniu parku krajobrazowego naprzeciwko dawnego Domu Pamięci Karola Świerczewskiego przy drodze wojewódzkiej 893. Autorem projektu był polski rzeźbiarz Franciszek Strynkiewicz.

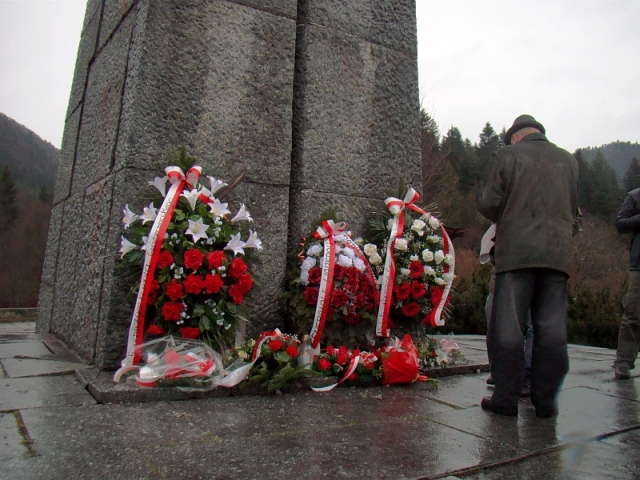
Składanie wieńców pod pomnikiem Karola Świerczewskiego w 2012

Pierwotnie w tym miejscu ustanowiono mniejszy obelisk w 1957 roku. Monument został odsłonięty w 1962 roku. Był to granitowy obelisk zwieńczony stylizowanym piastowskim orłem, wykutym z blach czołgowych. Pomnik imitował mury Grenady. Na licu pomnika widniała podobizna generała, zwrócona w stronę miejsca ostatniej potyczki. Za miejscem gdzie stał pomnik, od strony wschodniej, wznosi się wzgórze Walter (836 m n.p.m.) z udostępnionym szlakiem turystycznym.
Obok pomnika na głazie umieszczona była tablica pamiątkowa ze słowami autorstwa Władysława Broniewskiego: „nie o każdym śpiewają pieśni, lecz to imię opiewać będą. Ono potrafi się wznieść ponad historię legendą”. Cytat pochodzi z wiersza poety pt. Pieśń o życiu i śmierci gen. Karola Świerczewskiego-Waltera.
Do 1989 roku pomnik był celem pieszego marszu harcerskiego „Ostatnim szlakiem generała Waltera Świerczewskiego”. W rocznicę śmierci generała przed pomnikiem odbywały się oficjalne uroczystości.
Po 1989 roku rocznica śmierci obchodzona jest przez organizacje lewicowe, organizacje kombatanckie żołnierzy LWP oraz osoby prywatne.
W 2017 roku zapadła decyzja o demontażu pomnika na podstawie ustawy dekomunizacyjnej. W 2018 roku nastąpiła rozbiórka pomnika.